# Hermann Bresser
Hermann Bresser (* um 1585 in Lübeck; † zwischen dem 17. und 23. Dezember 1627 ebenda) war erwählter Sekretär des Kontors der Hanse auf Bryggen in Bergen.

## Leben
Bresser immatrikulierte sich 1605 zum Studium an der Universität Rostock, wo er 1607 auch als Respondent nachweisbar ist. 1627 wurde er, nachdem Johannes Conradus das Amt ausschlug und die Stelle eines Ratssekretärs in Lübeck vorzog, in Lübeck zum Sekretär des Kontors in Bergen als Nachfolger von Christoph Bernhard Schrader bestellt. Seine Vereidigung erfolgte durch den Lübecker Rat, wogegen das Kontor in Bergen protestierte, weil die Eidesabnahme eigentlich bislang immer durch den Ältermann des Kontors erfolgt sei. Er war Anverwandter des 1610 verstorbenen Lübecker Ratsherrn Gerhard Grentzin aus dessen erster Ehe mit Anna Bresser. Bresser starb, nach Mitteilung der Älterleute der Lübecker Bergenfahrer an die Rostocker Bergenfahrer, noch vor seiner Abreise nach Bergen in Lübeck an „einer schweren Leibeskrankheit“ und wurde in der Petrikirche bestattet.